# Linxiang
Linxiang (临湘市S, LínxiāngP) è una città-contea della Cina, situata nella provincia di Hunan e amministrata dalla prefettura di Yueyang.